# Хохдорф-Асенхајм
Хохдорф-Асенхајм (њем. Hochdorf-Assenheim) општина је у њемачкој савезној држави Рајна-Палатинат. Једно је од 25 општинских средишта округа Рајна-Палатинат. Према процјени из 2010. у општини је живјело 3.090 становника. Посједује регионалну шифру (AGS) 7338014.

## Географски и демографски подаци
Хохдорф-Асенхајм се налази у савезној држави Рајна-Палатинат у округу Рајна-Палатинат. Општина се налази на надморској висини од 102–110 метара. Површина општине износи 9,7 km². У самом мјесту је, према процјени из 2010. године, живјело 3.090 становника. Просјечна густина становништва износи 319 становника/km².